# 直同志

直同志驕傲旗幟

直同志（英語： /  / ）通常是指支持平权运动、性别平等及 LGBT 权利运动，并质疑同性恋恐惧、双性恋恐惧、跨性别恐惧等问题的异性恋和顺性别人士，但是符合这些定义的人士并不一定以“直同志”自居。

## 组织及运动

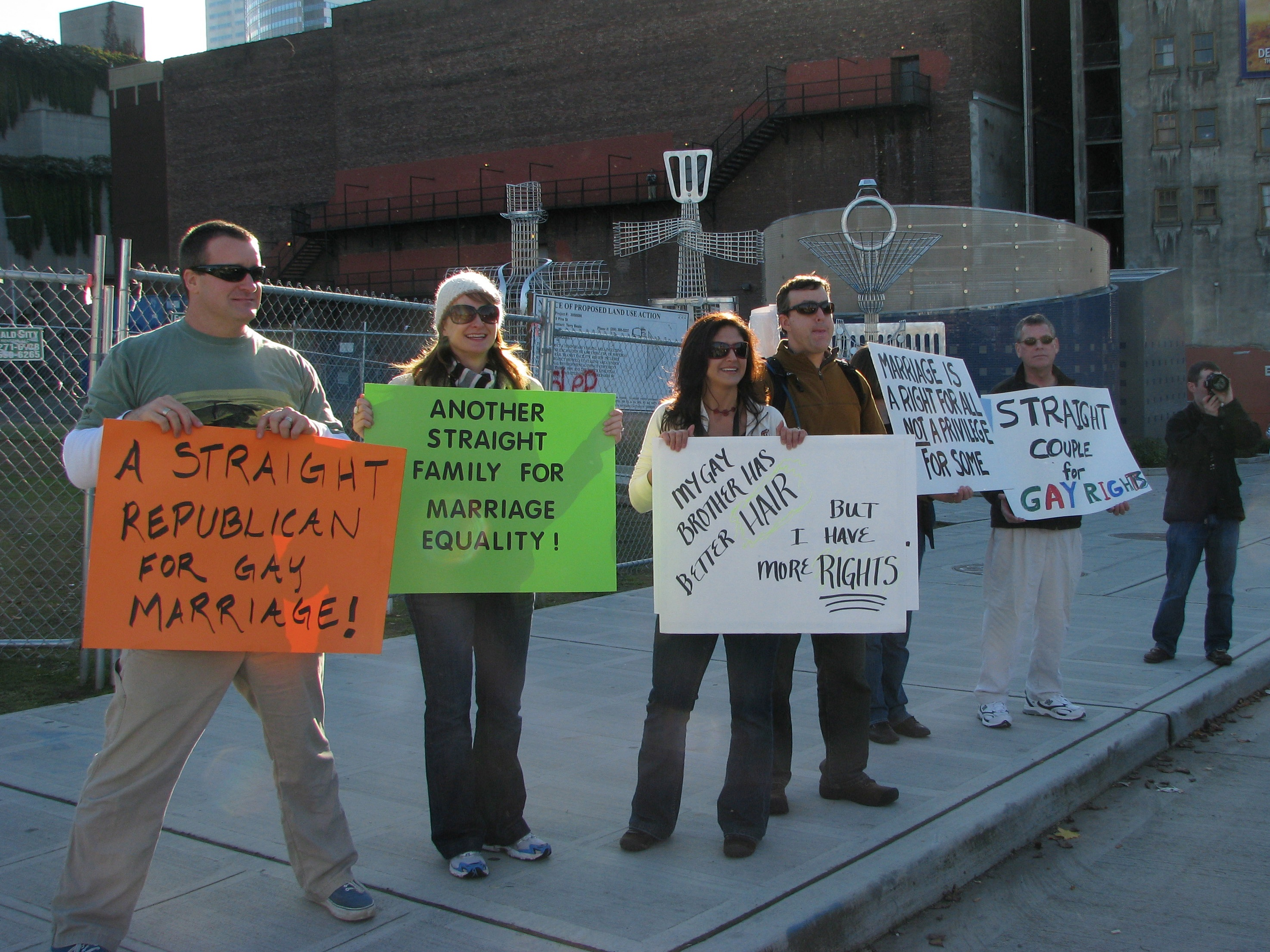
直同志们为争取婚姻平等而在西雅图举行的抗议游行活动

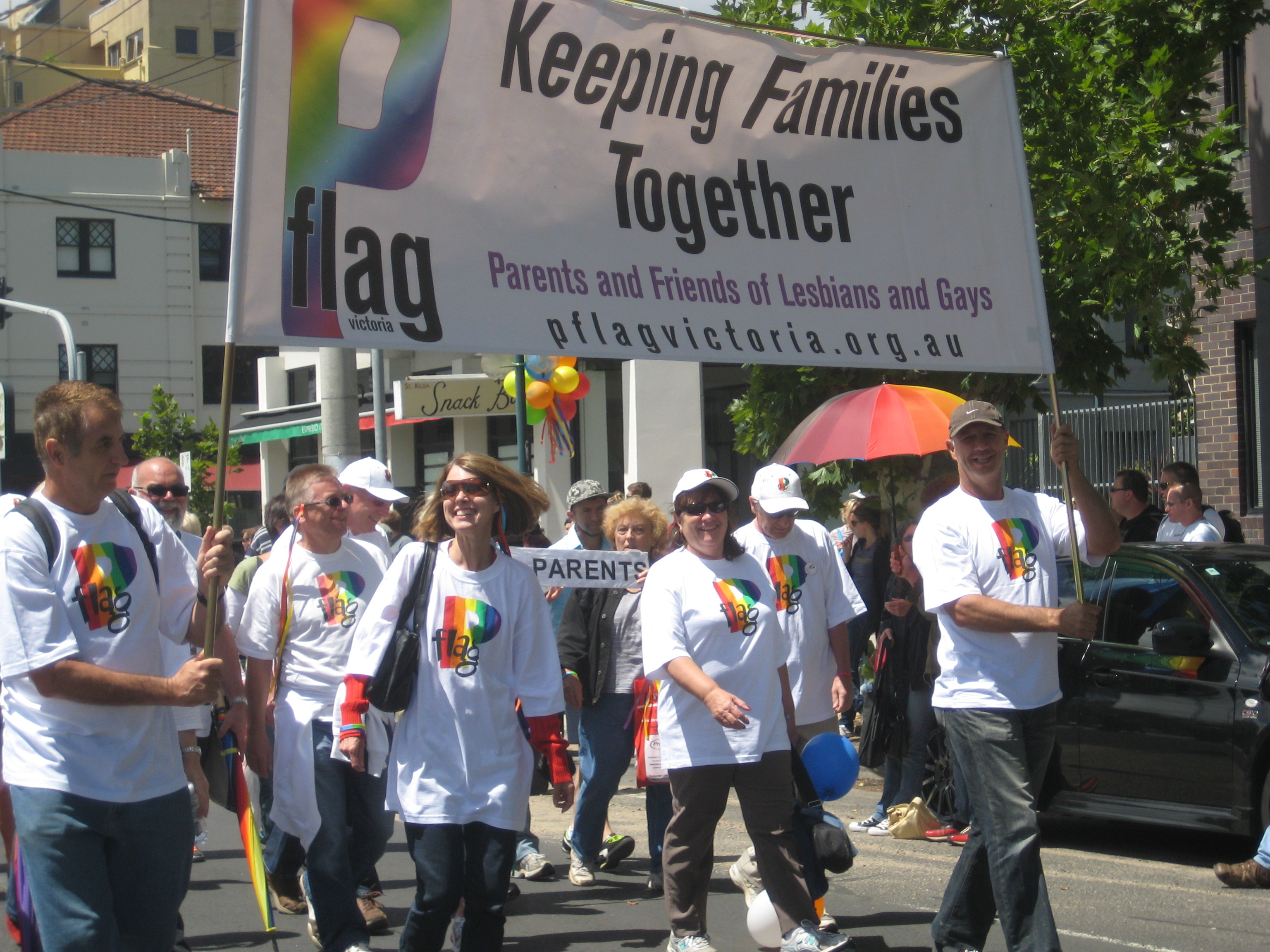
同性恋家长及朋友组织（Parents and Friends of Lesbians and Gays）参与澳大利亚2011年度骄傲游行。

大多数的 LGBT 组织都有异性恋或顺性别人士参与，其他人亦鼓励他们加入其中，以更好对抗同性恋恐惧和跨性别恐惧；还有一些社团致力于将 LGBT 社群联合起来与直同志合作。
成立于1973年的 PFLAG（同性恋父母、家人与朋友组织）是最早的直同志组织，它由“直同志运动”之母珍妮·曼福德在美国创立，将 LGBTQ+ 人士与他们的父母、家人及朋友联合起来，为他们争取完全的公民权利与法律平等。2007年，该组织启动了“直人挺平权（Straight for Equality）”项目，用以帮助更多的直同志参与到 LGBTQ+ 人群的平权运动当中。
与 PFLAG 类似的组织还有 GLBTQ 法律权益与捍卫者、同直联盟等。
一些 LGBT 伴侣的孩子也是直同志，例如扎克·沃尔斯，他是一对女同性恋者的儿子，尽管他对 LGBT 社群有其他的看法。